# Audiovizuális fordítás
Az audiovizuális fordítás a multimédiában használt szövegek fordítását jelenti. Más szóval a mozi, televízió vagy további videók forgatókönyvének forrásnyelvről a célnyelvre való átültetését jelöli. Az audiovizuális fordításnak négy fő típusát, vagy más néven formáját, különböztetjük meg: szinkronizálás, feliratozás, hangalámondás, hangbemondás. A szinkronizálás esetében egy  célnyelvi megszólaló rögzített hangja helyettesíti az eredeti hangot. Amennyiben a képen látható a fordított szöveg, az eredeti hang azonban hallható marad feliratozásnak nevezzük. A hangalámondás rögzített, míg a hangbemondás élőben hangzik el. A hangalámondás esetében a hallható forrásszöveg a hangszalagra rögzített célnyelvi szöveggel együtt jelenik meg. Hangbemondásnál egyszerre van jelen két hang. Az eredeti szöveg mellett hangzik el az élő, szóbeli célnyelvi fordítás.

## Szinkronizálás
Szinkronizálásról akkor beszélünk, amikor a forrásnyelvi auditív kód kicserélődik a hallhatóvá váló célnyelvi megszólalásokkal. A szinkronhangnak lehetőség szerint illeszkednie kell a szinkronizálandó személyhez, ezt általában a szinkronrendező választja ki, de van ahol hangminták alapján a film alkotói döntenek. Fontos az ajakkerekítés követése. A szinkronstúdió lehet nagyobb például a Mafilm Audio Kft., de lehet pár kis stúdióból álló, kisebb cég, például a Direct Dub Studios. A szinkrondramaturgok nincsenek jelen a felvételnél, az ő munkája egy másik fázisban, korábban kezdődik. Nemzetközi hangnak számít a zene és minden zaj, valamint a nem lefordítandó dolgok.

## Feliratozás
Feliratozásról beszélünk, ha az eredeti hang mellett a képen olvasható a célszöveg. Különbséget teszünk filmek, színdarabok és operák feliratozása között. Minden esetben a hallható kódot kell írott kódra cserélni, melynek során rengeteg fennakadás lehet a fordító munkájában. Annak érdekében, hogy a befogadó könnyebben megértse a feliratokat, valamint, hogy a közvetítők munkája egységes és átlátható legyen, célszerű néhány előírás tudatában lenni. A feliratozásnak  több ilyen fordítási szabálya van, melyekre érdemes figyelni a célnyelvre való átültetés során. Mindenekelőtt sortöréskor figyelnünk kell arra, hogy ne kezdjünk új sort vessző előtt, névelő után vagy a nevek esetében a vezetéknevet és a keresztnevet ne válasszuk szét. A feliratok hossza két sor lehet, egy sorban maximum negyven karakterrel. Legtöbb esetben érdemes ügyelnünk arra, hogy a felső sor kicsivel rövidebb legyen az alsónál. Arra is szabályok vannak mikor és hogyan használhatjuk az eltérő betűstílusokat. Nagybetűvel írjuk az összes betűt, amennyiben a filmben látható, szóban el nem hangzó feliratokat fordítjuk (pl.: egy plakát szövegét). Dőlt betűt használunk, ha a háttérben valamilyen hang szól (rádió, TV).

## A filmfordítás sajátosságai
Mint minden tudományágnak ennek is vannak sajátosságai, melyek néha megnehezíthetik a fordítók munkáját vagy valamilyen szakismeretet igényelnek. Az audiovizuális fordításkor sokféle a tartalom és egyszerre akár számos kultúra is találkozik. Ezek hatással vannak a filmfordítók munkájára és a fordítás menetére is. A forrásnyelvi forgatókönyvön kívül minden típusnál jelen van a hang és egy kép is, ez a célnyelvi kultúra számára is hallható és látható lesz. Azonban gyakori jelenség, hogy nincsenek egységben egymással. Lehetséges, hogy a fordítónak sikerült átültetnie egy idegen kifejezést, mégis ott marad a képernyőn a háttér, a környezet, amit nem tud lefordítani a célnyelvi közönség számára. A fordító munkája során tehát korlátozva van. A kép segíthet neki, hogy ne hagyjon ki semmilyen információt, tartalmilag át tudja adni a dialógusokat, de akár ellene is dolgozhat. Egy film szinte mindenhol kulturális információkat hordoz, ott van a háttérben, a díszletben, a kellékben, a jelmezben, a sminkben, a zenében és még a beszédben is. Ezek nagy részét lehetetlen átadni, így a fordítás során elveszhetnek. A leglényegesebb cél, így a globális értés kell hogy legyen, a forrásnyelvi képnek és hangnak együttesen kell ekvivalensnek lennie a célnyelvi képpel és hanggal.

## Szükséges kompetenciák
Az audiovizuális fordítás egy komplex feladat, éppen ezért a fordítónak sokféle kompetenciára van szüksége a célszöveg létrehozásához. Az egyik fontos kompetencia az üzenet tömörítésének képessége, melynek során a fordítónak ki kell tudni szűrni a forrásnyelvi szöveg lényeges elemeit és mondanivalóját. Elengedhetetlen, hogy a közvetítő kreativitással és kiváló íráskészséggel rendelkezzen, hiszen szinte dramaturgként kell dolgoznia a szövegen. Egy-egy célnyelvre nehezen átültethető kifejezés esetében neki kell saját ötletes szófordulatokkal előállnia. Fontos, hogy regiszter- és műfajspecifikus fordítói munkáról van szó, ahol a kifejezéseknek illeszkednie kell a filmbeli cselekményhez, hiszen más stratégiákkal fordítunk egy vígjátékot és mással egy drámát. Valamint, nem utolsósorban fontos a célnyelvi kultúra alapos ismerete, például szlengek vagy tájszólások és más kultúraspecifikus elemek célnyelvre való fordításakor.

## Oktatása
2018 őszén az ELTE Fordító- és Tolmácsképző Tanszékén elindult a szakfordító és audiovizuális fordító képzés.